# بولتشيفيرا
نهر بولتشيفيرا هو نهر بطول 19 كيلومتر (12 ميل) في ليغوريا (إيطاليا).

## الجغرافيا
طول نهر بولتشيفيرا الأساسي هو 11 كيلومتر (6.8 ميل) ولكن الطول الكلي بما في ذلك التفرع الأيسر والأيمن منه فيعادل 19 كيلومتر (12 ميل).

## معرض صور

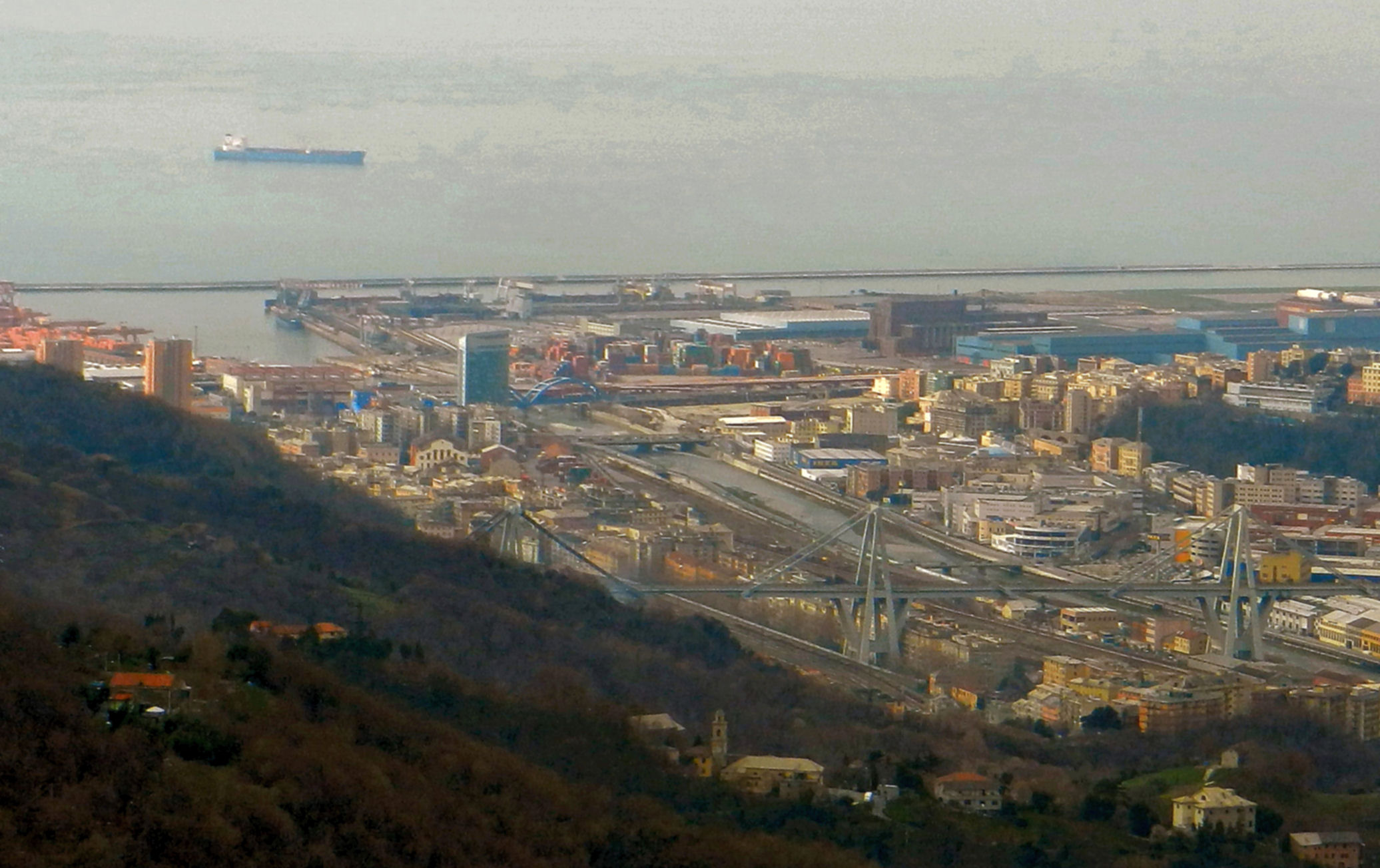
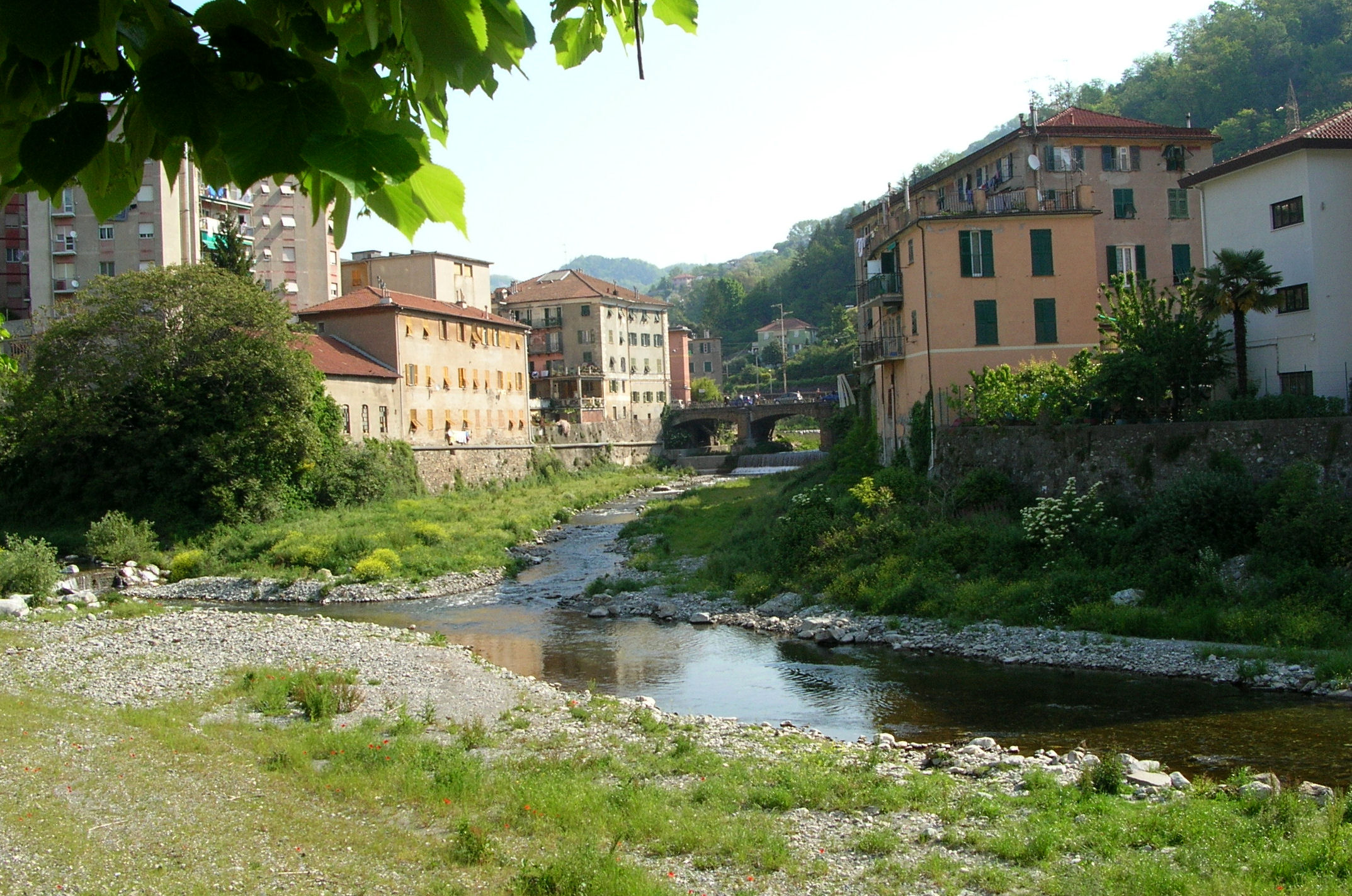
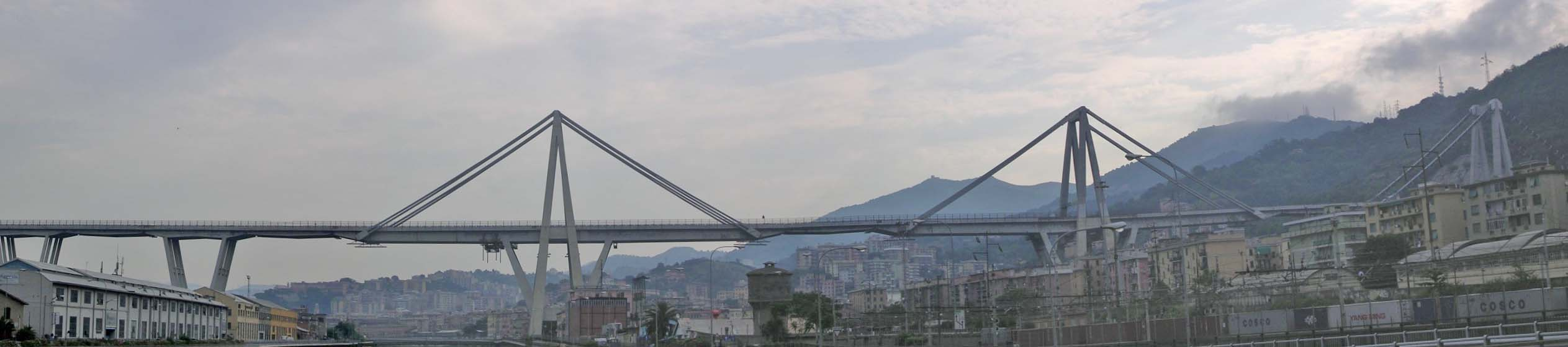